# Anopheles broussesi
Anopheles broussesi este o specie de țânțari din genul Anopheles, descrisă de Edwards în anul 1929. Conform Catalogue of Life specia Anopheles broussesi nu are subspecii cunoscute.